# Lista de missões diplomáticas da Dinastia Qing
Enquanto a Dinastia Qing da China tentava manter o sistema tributário tradicional da China, no século XIX a China Qing tornou-se parte de uma comunidade de estados soberanos de estilo europeu  e estabeleceu relações diplomáticas oficiais com mais de vinte países ao redor do mundo antes da sua queda, e desde a década de 1870 estabeleceu legações e consulados conhecidos como "Legação Chinesa", "Consulado Imperial da China", "Consulado Imperial Chinês (Geral)" ou nomes semelhantes em dezessete países, nomeadamente a Áustria-Hungria, Bélgica, Brasil, Cuba, França, Alemanha, Itália, Japão, México, Países Baixos, Panamá, Peru, Portugal, Rússia, Espanha, Reino Unido (ou Império Britânico) e Estados Unidos.

## Antecedentes
Anson Burlingame, um representante dos Estados Unidos, foi solicitado a levar dois funcionários Qing aos Estados Unidos e à Europa em 1867, quando o governo Qing decidiu enviar a primeira missão diplomática da China aos países ocidentais para renegociar os seus tratados. No entanto, como Burlingame morreu na Rússia antes da conclusão da missão, os acordos que negociou e assinou nunca foram completamente postos em prática. 
O incidente de Margary acelerou o envio de representantes diplomáticos chineses para outros países. O enviado britânico Thomas Francis Wade instou que Qing China enviasse um diplomata à Inglaterra para emitir um pedido oficial de desculpas. Numa petição apresentada à corte imperial em agosto de 1875, o Zongli Yamen declarou: "A prática diplomática determina que a China envie diplomatas ao exterior. Thomas Wade exorta que enviemos diplomatas para a Inglaterra à luz do falecimento de Margary. Achamos que seria tolice recusar sua exigência, uma vez que poderia causar agitação adicional, a fim de preservar nosso relacionamento e boa fé e após considerável deliberação". Os funcionários Guo Songtao e Xu Qian foram nomeados embaixadores e vice-enviados do imperador Qing ao Reino Unido em um decreto imperial subsequente. 

## Visão geral
Em 1877, a primeira missão diplomática chinesa permanente foi aberta em Londres como Legação Chinesa, seguida por missões diplomáticas permanentes em outros países. Em 1880, o governo Qing já tinha construído embaixadas em oito das principais nações capitalistas ou grandes potências do mundo e enviado 19 enviados ou cônsules, alguns dos quais desempenhavam diversas funções. Este período da diplomacia Qing foi a base sobre a qual o sistema de diplomatas residentes no exterior da dinastia Qing seria estabelecido antes do final da dinastia.  A China Qing também estabeleceu consulados imperiais em lugares como Singapura e Luzon, que estavam então sob domínio britânico ou espanhol. Após a queda da dinastia Qing em 1912, a República da China (que foi reconhecida como o governo legítimo da China) assumiu os edifícios do governo Qing.

## Missões diplomáticas permanentes
Fontes: 

### Ásia
- Império do Japão (1876–1912)

### Europa
- Áustria-Hungria (1881–1912)
- Bélgica (1885–1912)
- França (1878–1912)
- Império Alemão (1877–1912)
- Reino da Itália (1881–1912)
- Países Baixos (1881–1912)
- Reino de Portugal (1905–1912)
- Império Russo (1878–1912)
- Império Espanhol (1875–1912)
- Reino Unido (1875–1912)

### América do Norte
- Cuba (1879–1912)
- México (1903–1912)
- Panamá (1910–1912)
- Estados Unidos (1875–1912)

### América do Sul
- Brasil (1909–1912)
- Peru (1875–1912)